# Hiéroglyphe égyptien I8
Pour les articles homonymes, voir Têtard (homonymie).
Le hiéroglyphe égyptien I8 (têtard) est classifié dans la section I « Amphibiens, reptiles, etc. » de la liste de Gardiner ; il y est noté I8.

## Représentation
Il représente un têtard (type ḳḳr ?).
Il est translittéré ḥfn.

## Utilisation
| H | f · n · r | I8 |

| H | f · n · r | I8 |

| I8 |

| I8 |

| H | f · n | nw · W | I8 · Z2 |

| H | f · n | nw · W | I8 · Z2 |